# Willy Begert
Willy Begert (1913 - 18 de març de 1971) va ser un activista pacifista suís, membre del Servei Civil Internacional.
Begert participar l'any 1924 en el seu primer camp de treball del Servei Civil Internacional (SCI) a Suïssa. L'any següent, va participar en l'acció de suport als miners de Gal·les durant un període d'atur crònic, també impulsada pel SCI. El 1938 va esdevenir secretari de la branca suïssa de SCI, amb seu a Zuric. Es va incorporar al "Comitè Neutral d'Ajuda a Espanya", més conegut com a "Ajuda Suïssa", una plataforma d'entitats liderada per Rodolfo Olgiati, secretari del SCI, per ajudar els infants damnificats de la guerra civil
Va continuar aquest treball al sud França el 1939-40, en la colònia suïssa de Sigean, dirigida per Ruth von Wild. Amb l'ocupació nazi de França, va viatjar a Anglaterra per tenir cura dels nens víctimes de la guerra. El 1943-44, va participar en la distribució d'aliments i roba per als refugiats grecs, com a voluntari del SCI. Va ser el primer secretari internacional del SCI el 1946 i el primer secretari del Comitè de coordinació el 1951. Però va preferir la feina de camp i va ser voluntari a Algèria amb el SCI durant dos anys. Posteriorment es va convertir en expert en desenvolupament comunitari de les Nacions Unides al Marroc i al Camerun.